# Carste
Um carste ou karst é um tipo de relevo geológico caracterizado pela dissolução química (corrosão) das rochas cuja composição é predominantemente de minerais carbonatados, que leva ao aparecimento de uma série de características físicas, tais como cavernas, rios subterrâneos, paredões rochosos, dolinas, etc. O relevo cárstico ocorre predominantemente em terrenos constituídos de rocha calcária, mas também pode ocorrer em outros tipos de rochas carbonáticas, como o mármore e rochas dolomíticas.

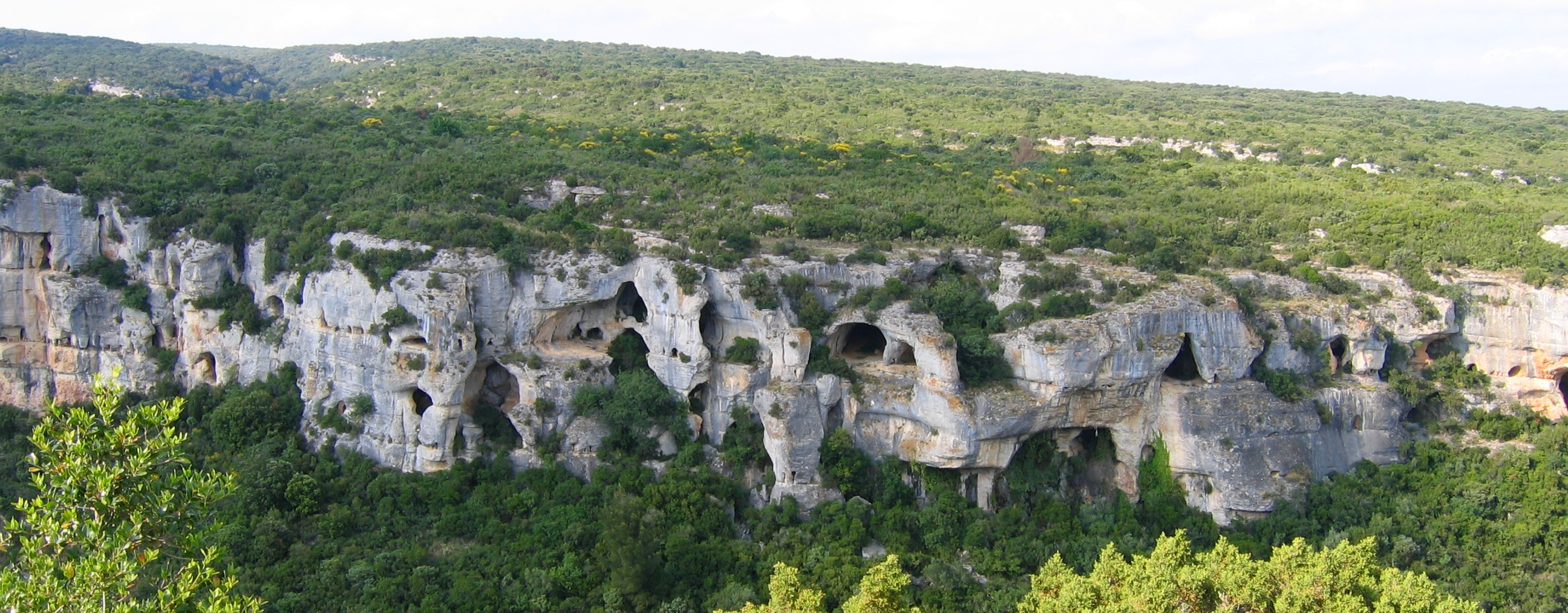
Uma paisagem típica de relevo cárstico.

O termo carste deriva do alemão Karst, nome de uma região que se estende do norte da Itália até o sudoeste da Eslovênia e o noroeste da Croácia. O nome local em língua eslovena Kras, significa aproximadamente "campo de pedras calcárias". A região também é chamada Carso em italiano. Esta região possui um sistema geológico cárstico e foi a primeira região onde esse fenômeno foi estudado.

## Carstificação

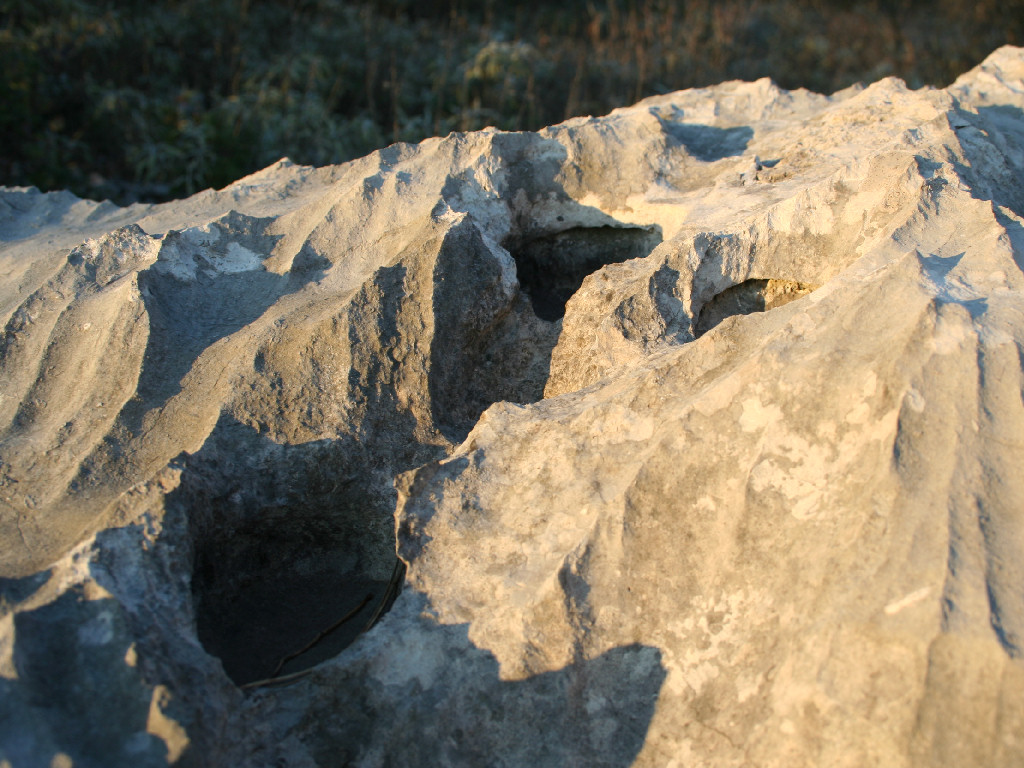
Formas superficiais na rocha provocadas pela dissolução química, ou carstificação.

O processo de carstificação ou dissolução química se inicia pela combinação da água da chuva ou de rios superficiais com o dióxido de carbono (CO2) proveniente da atmosfera ou do solo (proveniente das raízes da vegetação e matéria orgânica em decomposição). O resultado é uma solução de ácido carbônico (H2CO3), ou água ácida:
Este tipo de paisagem ocorre principalmente em regiões com pluviosidade elevada, que garante um fluxo de água suficiente para dissolver grandes porções de rocha. Também é importante a presença de vegetação para garantir que a água penetre no solo e não seja perdida para a atmosfera. Regiões cársticas possuem muito poucas águas superficiais, uma vez que a água da chuva é rapidamente absorvida pelo solo e se acumula na zona freática. Ao passar pelas fissuras a água corrói o carbonato de cálcio (CaCO3) ou outros sais constituintes da rocha, como sulfato de cálcio ou carbonato de magnésio. No caso da calcita, composta basicamente de carbonato de cálcio, o resultante dessa reação é uma solução de bicarbonato de cálcio:
Os sais removidos da rocha são carregados pela água em direção às camadas geológicas mais baixas. Ao atingir a zona freática, a água pode correr em rios subterrâneos abrindo cavidades na rocha, principalmente por erosão química, mas também pode ocorrer erosão mecânica em zonas vadosas (acima do lençol freático). Os sais podem se sedimentar em camadas geológicas inferiores ou serem arrastados para fora através de nascentes ou ressurgências.
Quando a água é absorvida pelo solo seu pH é ácido. À medida que a água se infiltra na rocha e o carbonato de cálcio se dissolve, o pH se torna cada vez mais básico. Nos locais em que esse processo ocorre é comum a presença de água dura (com alta quantidade de magnésio e cálcio). O pH alcalino faz com que os sedimentos se precipitem rapidamente. Isso favorece a formação de espeleotemas no interior das cavernas e também mantém as águas de regiões cársticas sempre límpidas.

## Condições para a carstificação

### Rochas solúveis

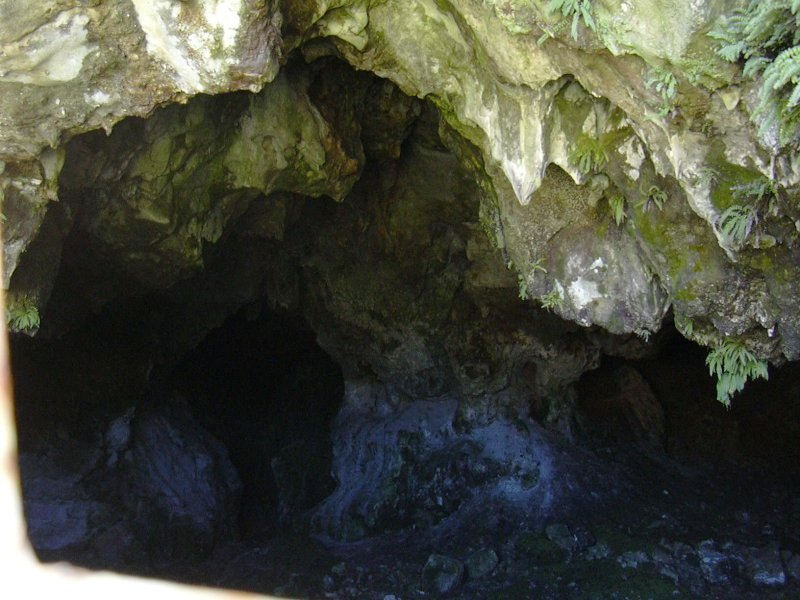
Covas e canais provocados pela carstificação em rocha carbonática.

Para que o fenômeno de dissolução das rochas, também chamado de carstificação, possa acontecer algumas condições são necessárias. A mais importante delas é a presença de rochas solúveis. Entende-se por rocha solúvel “aquela que, após sofrer intemperismo químico produz pouco resíduo insolúvel”. As principais rochas carstificáveis são as rochas carbonáticas, constituídas principalmente de calcita ou dolomita. Essas rochas ao sofrerem corrosão química se dissociam em íons Ca++ ou Mg++ e CO3-, que podem se combinar em bicarbonatos ou permanecer dissolvidos na água em forma iônica.
Algumas rochas compostas de halita ou gipsita podem formar carstes apenas em terrenos semiáridos, pois sua solubilidade em águas naturais é tão elevada que, em ambientes muito úmidos, elas são totalmente dissolvidas antes de conseguirem gerar relevos cársticos.
Rochas insolúveis como granitos não geram relevos cársticos em condições normais, pois ao sofrerem intemperismo químico geram resíduos insolúveis ou impermeáveis, como a argila. Embora o quartzo tenha baixa solubilidade, alguns quartzitos e arenitos conseguem desenvolver relevo cárstico se forem expostos à água por tempo suficiente.
Além da composição, é fundamental que a rocha seja altamente permeável para que a solução rochosa possa alcançar estratos inferiores. Define-se permeabilidade como a capacidade da rocha de permitir que a água passe livremente. A permeabilidade pode ser resultado de grande porosidade e também da presença de fendas, fissuras ou rachaduras na rocha. Embora a porosidade seja importante, nem sempre isso é condição suficiente para uma boa permeabilidade. Alguns minerais como argilas são muito porosos, mas esses poros são tão pequenos que a água fica presa por adsorção. Rochas com fraturas, por outro lado, podem ter uma grande permeabilidade, ainda que a rocha em si não seja porosa. A permeabilidade por fratura também é chamada de porosidade secundária.
Para a carstificação a permeabilidade por fraturas, como na imagem ao lado, é mais importante que a porosidade primária, uma vez que a ação da água ácida é muito mais intensa em locais onde ela possa se concentrar e agir sobre porções maiores de rocha. As superfícies de estratificação, fendas e fraturas permitem a criação de rotas preferenciais que direcionam a expansão de fendas, que aos poucos tornam-se galerias ou grandes salões. Rochas que possuam apenas porosidade primária, a dissolução ocorre, porém de maneira difusa, sem que sejam criadas rotas de fluxo e os canais jamais chegam a se abrir significativamente.
Em relevos com inclinações moderadas, o fluxo da água através das fendas é acelerado e isso torna mais eficiente a remoção de resíduos insolúveis, bem como aumenta a eficiência da dissolução por permitir que a água ácida tenha contato com porções maiores de rocha durante seu percurso. Relevos muito planos são menos favoráveis à formação de carstes porque a água não atinge um gradiente de velocidade muito alto. A percolação lenta através do solo é pouco eficiente porque a água logo fica saturada e perde sua capacidade de corrosão antes de atingir as fendas.

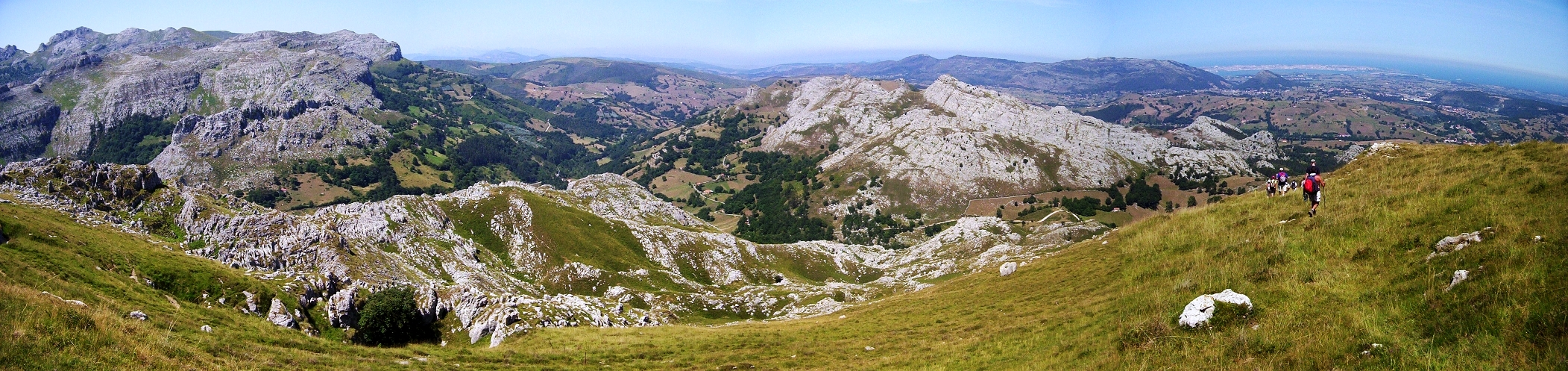
Relevo cárstico na Cordilheira Cantábrica, Espanha.

### Clima chuvoso
É fundamental um suprimento de água de grande volume e frequente. Embora haja carstes em regiões semiáridas, isso é muito mais raro que nas regiões com grande pluviosidade.
A dissolução química da rocha cria diversos tipos de formações, testemunhos da ação da água. Algumas dessas formações são visíveis no exterior, chamadas de exocarste. Outras são subterrâneas, representadas principalmente pelas cavernas e são chamadas de endocarste.

#### Algares
Algares são condutas verticais que se formam devido a diversos factores como o abatimento de abóbadas, derretimento das neves, dissolução exagerada no fundo das dolinas, corrosão/erosão em sumidouros activos.

## Dolinas

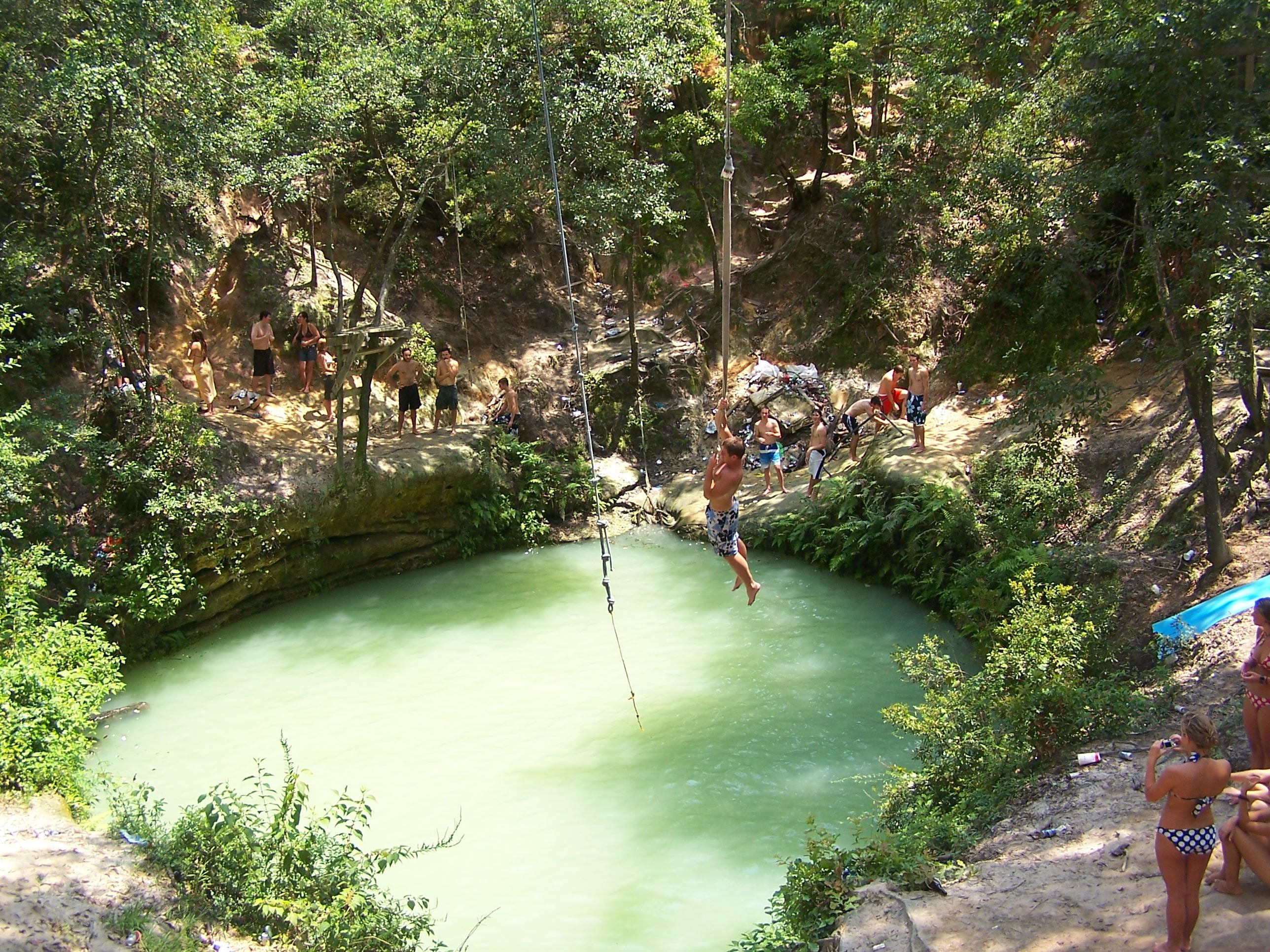
Uma dolina com água em seu interior.

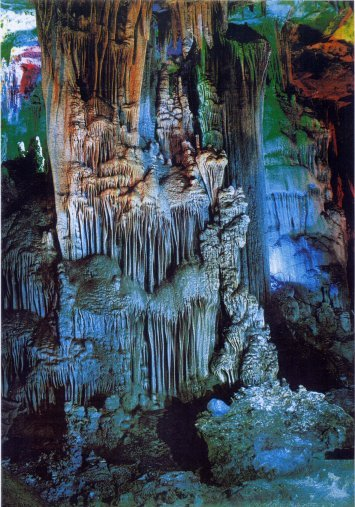
Phong Nha-Ke Bang, Vietnam.

Dolinas são depressões fechadas de formato aproximadamente circular, formadas pela dissolução da rocha no terreno abaixo dela ou também por desmoronamento do teto de cavernas. No caso das dolinas por desmoronamento, se ocorrer o evento no teto da caverna pode-se criar uma abertura de acesso às cavernas.
As dolinas variam muito de tamanho, de pouco mais de um metro de diâmetro e pequena profundidade a grandes crateras com centenas de metros de diâmetro, podendo atingir grandes profundidades. Uma vez que as dolinas são formadas pela ação da água em estratos de sustentação, é comum que elas sejam recobertas por solo e vegetação. Em alguns casos, se o solo for suficientemente impermeável, elas podem se manter parcialmente inundadas, originando pequenos lagos. Em alguns casos essas aberturas dão acesso a galerias inundadas que aparentam ser lagos, embora sejam apenas uma parte de uma galeria freática ou de uma caverna

### Lapiás

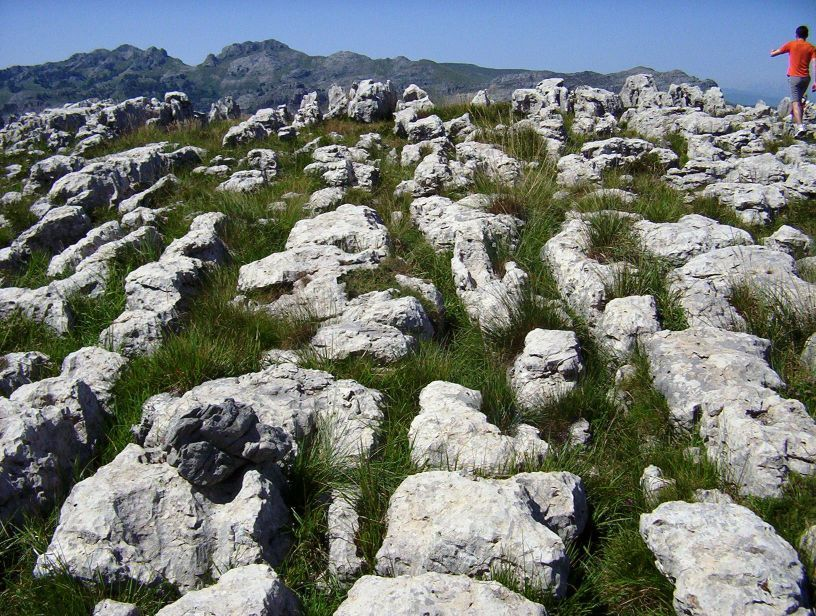
Campo de lapiás

Testemunhos superficiais da dissolução da rocha. De forma geral são grandes blocos de tamanhos variados que se estendem lado a lado e cobrem grandes áreas. Os lapiás normalmente são formados pela dissolução da rocha em seus pontos de entrada, ou seja, a rocha que inicialmente possuía rachaduras, se abre cada vez mais e acaba por se separar em blocos. Os lapiás apresentam ranhuras ou caneluras que evidenciam o caminho da água.

## Cânion
Um cânion ou canhão cársico é um vale com paredes muito íngremes que pode ou não ter um rio correndo em seu fundo. Muitos cânions são formados por erosão, mas os cânions cársticos são resultado principalmente da dissolução química. Em alguns casos podem ser antigas cavernas em que todo o teto sofreu desmoronamentos até que só restem as paredes.

## Sumidouro
Em geral, devido à alta pluviosidade as regiões cársticas possuem rios perenes, mas eles podem dar a impressão de terem secado, pois podem se tornar subterrâneos. A água penetra a terra através de sumidouros. O rio pode entrar inteiramente em um único sumidouro, mas também pode haver sumidouros ao longo do leito do rio, que o tornam cada vez menos caudaloso. Os vales onde o rio corria anteriormente se tornam secos.
Em cotas inferiores, os rios subterrâneos podem voltar a correr pela superfície, aparecendo através de ressurgências.

## Polje
Poljes são depressões de grande extensão, caracterizadas por terem o fundo plano. Desenvolvem-se sempre nas proximidades do nível freático, evoluindo principalmente no plano horizontal, por dissolução das faces laterais da depressão. O fundo dos poljes são por vezes utilizados para cultivo, e às vezes apresentam caudais fluviais. Quando estes são incapazes de absorver a água da chuva, convertem-se em lagos temporários.

### Uvalas
Uvalas são depressões de contornos irregulares. A sua formação é objeto de controvérsia, se bem que parecem criar-se pela união de dolinas que crescem muito próximas e se desenvolvem mais rapidamente em largura do que em profundidade.

### Vales Cegos
Vale ou cânion que termina abruptamente em um paredão. Normalmente é o ponto onde um rio entra ou sai de uma caverna. Também podem estar secos, caso o rio tenha encontrado outro curso subterrâneo.

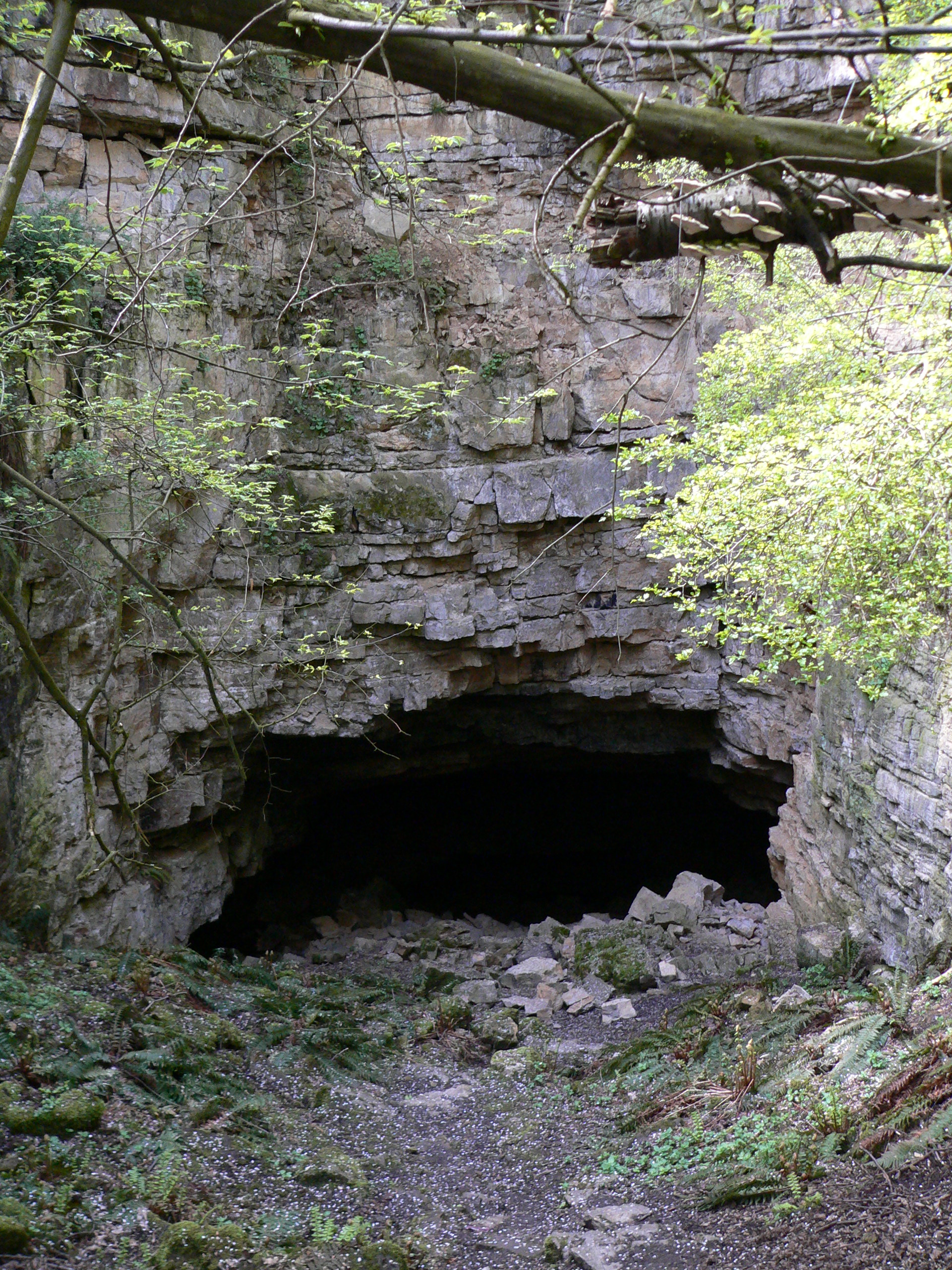
A entrada de uma caverna no fundo de uma dolina, próximo a
Neulingen, Alemanha.

### Cavernas
O principal testemunho geológico subterrâneo do carste são as cavernas. Formadas pela água ácida que atinge a zona freática e dissolve a rocha ao longo das rachaduras originais. Após milhares de anos essas cavidades se tornam grandes galerias. Quando o nível freático se rebaixa naturalmente devido à dissolução e aumento de permeabilidade de camadas inferiores, essas galerias se esvaziam. Em muitos casos, tetos que eram sustentados pela pressão da água podem desmoronar, formando grandes salões de abatimento. O desmoronamento de tetos de caverna pode levar ao rebaixamento do solo acima dos salões, formando dolinas de colapso, que podem se tornar entradas para a caverna. Outras entradas podem ser formadas em sumidouros ou ressurgências e se mantêm mesmo depois que a água abandona a caverna.
A ação da água não se encerra após o esvaziamento das galerias e salões. A carstificação neste caso passa a ser construtiva. Os minerais removidos da rocha sobre a caverna, ao precipitarem e cristalizarem criam espeleotemas, as formações rochosas típicas das cavernas, entre as quais as mais conhecidas são os estalactites e estalagmites.

### Hum
Hum é um relevo residual de calcário, um tipo de "cone cárstico" que se ergue numa superfície de corrosão cársica, mais correntemente no fundo de um polje. Pode apresentar formas variadas, no geral piramidais, com cume agudo ou plana, forma maciça ou arredondada. Ocorre com mais frequência no sul da China e no Vietnã, dependendo do local é conhecido por outras denominações como: "mogote", "piton" ou "pepino hill".